# Umlandfahrer
Als Umlandfahrer wurden in der mittelalterlichen Zeit der Hanse englische Merchant Adventurer und niederländische Kaufleute bezeichnet, die mit ihren Schiffen den Weg von der Nordsee um Jütland herum in die Ostsee nahmen. Sie fuhren durch das Skagerrak, das Kattegat und den Öresund.

## Geschichte
In der Wikingerzeit gab es im Bereich der „Schleswiger Landenge“ – der kürzesten Strecke zwischen Ost- und Nordsee im südlichen Jütland – einen Handelsweg zwischen Ost- und Nordsee, mit dem die Umfahrung Skagens und die damit verbundenen Gefahren vermieden wurden. Die Schiffe fuhren auf der Schlei, einem Meeresarm der Ostsee, bis Haithabu; von der Nordsee fuhren Schiffe über die Eider und die Treene bis nach Hollingstedt, dem „Nordseehafen von Haithabu“. Zwischen Hollingstedt und Haithabu wurden die Waren in beiden Richtungen auf Ochsenkarren transportiert. Nach dem Untergang Haithabus im Jahr 1066 übernahm Schleswig dessen Rolle als Hafen an der Schlei. Der Handelsweg über Land zwischen Hollingstedt und Schleswig wurde noch bis etwa 1250 genutzt.
Die Umlandfahrt um Skagen nahm ab Mitte des 13. Jahrhunderts stark zu, da dieser Seeweg durch die zunehmend verbesserte schiffbautechnische Qualität der Kogge weniger risikoreich wurde. Die Umlandfahrer werden erstmals 1251 durch König Abel von Dänemark als Gruppe privilegiert. Für die Wendischen Städte der Hanse, insbesondere Lübeck und die in den Korporationen der Schonenfahrer zusammengeschlossenen Kaufleute der südlichen Ostseeküste, waren die Umlandfahrer unerwünschte Wettbewerber. Sie fassten die Umlandfahrten durch Nichthansen als Eingriff in ihre Handelsprivilegien, wie das Stapelrecht, auf.
Eines der wichtigen Ziele der Umlandfahrer der frühen Hansezeit war die Schonische Messe auf der schonischen Halbinsel Falsterbo, die mit den „Städten“ Skanör-Falsterbo das Zentrum von Heringsfang und Handel im Ostseeraum war. Zur Blütezeit und in der Zeit des Niedergangs der Hanse bestand der Wettbewerb in der gesamten Ostsee, also auch in den Hansestädten Danzig, Riga und Reval, womit auch die Interessengegensätze innerhalb der Hanse deutlich werden.